# Jeff Cobb
Jeffrey Cobb (Honolulu, 11 luglio 1982) è un wrestler statunitense sotto contratto con la WWE, in cui lotta come JC Mateo.

## Carriera

### All Elite Wrestling (2020, 2022–2024)
Cobb debuttò nella All Elite Wrestling il 12 febbraio 2020 nel corso di una puntata di Dynamite, attaccando Jon Moxley insieme all'Inner Circle. La settimana successiva a Dynamite, fu sconfitto da Moxley.
Il 25 maggio 2022 a Dynamite, Cobb e Great-O-Khan interruppero il match per il ROH World Tag Team Championship, tra FTR e Roppongi Vice, assalendo entrambe le coppie, esplicitando così le loro ambizioni al titolo. Il 15 giugno , dopo che O-Khan e Cobb insieme al resto della stable United Empire avevano aggredito entrambi i tag team, Ospreay fu annunciato quale avversario di Orange Cassidy, mentre Cobb e O-Khan furono inseriti nel triple-threat tag-team Winner Takes All match per le cinture IWGP Tag Team Championship e ROH World Tag Team Championship, insieme a FTR e Roppongi Vice che si sarebbe disputato all'evento speciale Forbidden Door. Allo show, Cobb & O-Khan fallirono la conquista di entrambe le cinture.
Il 29 marzo 2023 Cobb sfidò senza successo Kenny Omega per l'IWGP United States Heavyweight Championship. Il 15 maggio 2024 a Dynamite, Cobb lottò in coppia con Kyle Fletcher, perdendo contro il Blackpool Combat Club (Bryan Danielson & Jon Moxley).

### WWE (2025–presente)
Il 10 maggio 2025, nel corso del premium live event Backlash, ha debuttato in WWE, aiutando Jacob Fatu a mantenere lo United States Championship.

## Titoli e riconoscimenti
- AAW Professional Wrestling
  - AAW Tag Team Championship (1) – con David Starr e Eddie Kingston[10]
- Action Zone Wrestling
  - AZW Heavyweight Championship (3)[11]
- All Pro Wrestling
  - APW Universal Heavyweight Championship (1)[12]
  - Young Lions Cup (2012)
- Big Time Wrestling
  - BTW Tag Team Championships (1) – con Kimo[13]
- Cape Championship Wrestling
  - CCW Tag Team Championship (1) – con Blaster
- Fighting Spirit Pro
  - FSP Championship (1)
- Filipino Pro Wrestling
  - FPW Championship (1)
- Lucha Underground
  - Lucha Underground Championship (1)
  - Aztec Warfare II
- New Japan Pro-Wrestling
  - IWGP Tag Team Championship (2) – con Great-O-Khan[14]
  - NEVER Openweight Championship (1)
  - NJPW World Television Championship (1)
- Premier Wrestling
  - Premier Heavyweight Championship (2)[15]
- Pro Wrestling Guerrilla
  - PWG World Championship (1)
  - PWG World Tag Team Championship (1) – con Matt Riddle[16]
  - Battle of Los Angeles (2018)
- Wrestling For Charity
  - Mission City Cup (2012)
- Pro Wrestling Illustrated
  - 23º tra i migliori 500 wrestler singoli nei PWI 500 del 2019[17]
- Ring of Honor
  - Move of the Year (2018) - per Tour of the Islands[18]
  - ROH World Television Championship (1)
- Ring Warriors
  - Ring Warriors Grand Championship (1)[19]
  - Ring Warriors Grand Title Tournament (2018)
- Tokyo Sports
  - Best Tag Team Award (2022) – con Great-O-Khan[20]